# Éric Heumann
Éric Heumann (ur. 30 października 1956) – francuski producent, reżyser i scenarzysta filmowy.
Absolwent socjologii w Instytucie Nauk Politycznych w Paryżu. Karierę w branży filmowej zaczynał jako założyciel studia Paradis Films w 1984 oraz współzałożyciel firmy dystrybucyjnej Bac Films w 1986.
Zasłynął jako producent autorskiego kina europejskiego i azjatyckiego. Wyprodukował m.in. filmy Teo Angelopoulosa (Pejzaż we mgle, 1988; Spojrzenie Odyseusza, 1995), Régisa Wargniera (Indochiny, 1992), Hou Hsiao-hsiena (Millennium Mambo, 2001), Tiana Zhuangzhuanga (Wiosna w małym miasteczku, 2002), Wonga Kar-Waia (2046, 2004), Bertranda Taverniera (Księżniczka Montpensier, 2010) czy Tomasa Alfredsona (Szpieg, 2011).
Laureat Srebrnego Niedźwiedzia za najlepszą reżyserię na 47. MFF w Berlinie za nakręcony w Erytrei film Port Djema (1997).